# Winterlingen (Niemcy)
Winterlingen – miejscowość i gmina w Niemczech, w kraju związkowym Badenia-Wirtembergia, w rejencji Tybinga, w regionie Neckar-Alb, w powiecie Zollernalb, siedziba wspólnoty administracyjnej Winterlingen. Leży w Jurze Szwabskiej, ok. 20 km na południowy wschód od Balingen.

## Współpraca
Miejscowość partnerska:
- Izbica, Polska